# Lawarde-Mauger-l'Hortoy
Lawarde-Mauger-l'Hortoy är en kommun i departementet Somme i regionen Hauts-de-France i norra Frankrike. Kommunen ligger i kantonen Ailly-sur-Noye som tillhör arrondissementet Montdidier. År 2022 hade Lawarde-Mauger-l'Hortoy 154 invånare.

## Befolkningsutveckling
Antalet invånare i kommunen Lawarde-Mauger-l'Hortoy
| Referens: INSEE |